# Josef Krososka
Josef Krososka (*5. května 1952, Tovéř) je český akademický sochař a restaurátor, představitel české restaurátorské školy. Byl žákem prof. Miloše Stehlíka.
Za bývalého režimu byl vedoucím restaurátorských dílen pod Památkovým ústavem v Brně.